# Pyrausta flavipunctalis
Pyrausta flavipunctalis là một loài bướm đêm trong họ Crambidae.